# Christiaan Hesen
Christiaan Hesen (Horst, 19 mei 1853 - Steyl, 5 februari 1947) was een dorpsfiguur uit het Limburgse dorp America, die met name postuum legendarisch zou worden.
Hesen, die de bijnaam Rowwen Hèze droeg (vrij vertaald: ruige Hesen), was de zoon van dagloner Jan Hesen en diens vrouw Petronella Lucassen.
Christiaan Hesen was een huiveringwekkende verschijning: stoppelbaard, krassende stem, een lege, rottende oogkas, gekleed in lompen bijeengehouden door ijzerdraad. Overmatig drankgebruik, kleine vergrijpen en kilo’s pruimtabak maakten zijn imago als rowwen Hèze compleet. Hij verhuisde na zijn huwelijk met de weduwe Maria Gertrudis Scheres (1856-1896) naar het dorp America aan de rand van de Peel. Hij bouwde daar aan de rand van het dorp een hut van plaggen en afvalhout.
Hesen verkeerde met zijn vrouw en vijf kinderen op het bestaansminimum en verdiende de kost met kortstondige gelegenheidsbaantjes. Als hij geen werk had vulde hij zijn etensvoorraad aan met gestroopt wild en opgegraven kadavers van gestorven vee. In 1896 overleed zijn vrouw, waarna zijn kinderen uit huis werden geplaatst omdat hun vader niet alleen voor hen kon zorgen. Zijn gammele onderkomen was gespreksstof voor de lokale gemeenteraad. Ondanks zijn drankmisbruik en kleine diefstallen was Hesen geen verschoppeling. Men dichtte hem paranormale krachten toe en met name voor het 'wegbidden' van pijn bij brandwonden, kneuzingen en dergelijke werd hij graag opgeroepen door zijn dorpsgenoten. Omstreeks 1920 trok de inmiddels bejaarde Hesen in bij zijn jongste dochter Nel en haar echtgenoot. In 1929 verhuisden ze naar Tegelen. Ook in Tegelen was Hesen al snel bekend als een ruwe klant die de dorpskinderen schrik aanjoeg door zijn verschijning en manieren. Hesen overleed ten huize van zijn jongste dochter in 1947 op 93-jarige leeftijd, wat gezien zijn leefwijze een opmerkelijk hoge leeftijd was.
De mythevorming en romantisering rond hem die vermoedelijk al tijdens zijn leven op gang was gekomen vormde de inspiratie voor een lokale Americaanse band om zich, 38 jaar na de dood van Hesen, de naam Rowwen Hèze te geven. Het romantische beeld dat opgeroepen wordt van "den Rowwen Hèze" in hun gelijknamige lied als een man die vrijwillig en een met de natuur in de eenzame Peel leefde klopt niet echt met de werkelijkheid van Christiaan Hesens leven, die beter als een levenslange strijd om te overleven gekenschetst kan worden.